# Stazione di Benevento Porta Rufina
La stazione di Benevento Porta Rufina è una delle stazioni ferroviarie a servizio della città di Benevento. Sorge nella parte sud della città ed è ubicata sulla linea Benevento–Avellino.

## Storia
Inizialmente oggetto di un importante traffico sia di viaggiatori che merci, la stazione perse importanza con la diffusione del trasporto su gomma. Il vecchio fabbricato viaggiatori, danneggiato dal terremoto dell'Irpinia del 1980, fu sostituito con un prefabbricato tuttora esistente. Venne inoltre soppresso l'ormai inutilizzato scalo merci, di cui è ancora visibile l'edificio diroccato. A metà anni 1990, la stazione divenne impresenziata. Dall'ottobre 2012, dopo un'iniziale soppressione, la stazione era servita da 5 coppie di treni al giorno, oltre a 2 coppie di autobus per i soli giorni feriali. Dal 12 dicembre 2021 la fermata è autosostituita.

## Strutture e impianti
La stazione dispone di un fabbricato viaggiatori con le banchine e di tre binari passanti, di cui due utilizzati per il servizio viaggiatori, oltre a 3 tronchini per l'ex scalo merci.

## Movimento
La stazione era servita da alcuni treni regionali, svolti da Trenitalia nell'ambito del contratto di servizio stipulato con la Regione Campania, per Avellino, Salerno e viceversa. Dal 12 dicembre 2021 la fermata è autosostituita.